# Mykola Hordijtschuk
Mykola Wolodymyrowytsch Hordijtschuk (ukrainisch Микола Володимирович Гордійчук; * 5. Februar 1983 in Magnitogorsk, Sowjetunion) ist ein ehemaliger ukrainischer Gewichtheber.

## Karriere
Hordijtschuk erreichte bei den Europameisterschaften 2004 in der Klasse bis 105 kg den fünften Platz im Zweikampf und gewann Gold im Reißen. Außerdem nahm er an den Olympischen Spielen 2004 in Athen teil, bei denen er Zehnter wurde. Wegen eines Dopingverstoßes in diesem Jahr wurde er allerdings bis 2006 gesperrt. Nach seiner Sperre gewann er bei den Europameisterschaften 2007 Silber im Reißen, im Stoßen hatte er jedoch keinen gültigen Versuch. 2009 wurde er bei den Weltmeisterschaften Neunter. Bei den Europameisterschaften 2010 war er Sechster im Zweikampf und gewann Bronze im Reißen. Bei den Weltmeisterschaften im selben Jahr wurde er Elfter. 2011 gewann er bei der Universiade die Silbermedaille.